# Ian Mahinmi
Ian Denagnon Mahinmi (Rouen, 5 novembre 1986) è un ex cestista francese.

## Caratteristiche tecniche
Alto 2,11 m per 119 kg, gioca nel ruolo centro, è ottimo nella metacampo difensiva, soprattutto come stoppatore.

## Carriera

### Francia
Mahinmi si mise in mostra nel 2004, durante i Campionati Europei Under-18 svoltisi a Saragozza, in Spagna, nei quali catturò l'attenzione di molti scout internazionali, tra cui Sam Presti, dei San Antonio Spurs.
Nel 2003 Mahinmi firmò il suo primo contratto professionistico con il Le Havre, squadra che milita nella massima serie francese.
Rimase a Le Havre fino alla stagione 2005-06, nella quale mantenne medie di 9,7 punti e 5,2 rimbalzi in 20 minuti di impiego a partita.
In virtù di queste buone prestazioni, nell'estate del 2006 firma un contratto con la plurititolata squadra francese del Pau Orthez.
In questa stagione vide calare il suo minutaggio a partita da 20 a 13, con una conseguente diminuzione della media punti (4,3) e rimbalzi (3,2).
Riuscì comunque a dare il suo contributo alla squadra per conquistare la Coppa di Francia.

### NBA (2007-2020)

#### San Antonio Spurs (2007-2010)
Fu scelto dai San Antonio Spurs nel Draft NBA 2005, con la 28ª chiamata del primo giro, fatto alquanto strano, in quanto Mahinmi non era nemmeno incluso nella lista dei 128 giocatori eleggibili al Draft, ma Sam Presti rimase molto colpito dalle doti del giocatore, ed optò per una sua scelta.
L'interesse nei suoi confronti era cresciuto poiché gli Spurs cercavano un centro atletico con caratteristiche simili a quelle di David Robinson, ritiratosi nel 2003.
Giocò per gli Spurs la NBA Summer League del 2006, dove dimostrò il suo atletismo, associato però alla difficoltà di catturare rimbalzi e mantenere una solida posizione sotto canestro.
Queste piccole lacune convinsero lo staff degli Spurs a lasciarlo giocare un altro anno in Francia, al Pau Orthez, dove venne seguito anche da un preparatore atletico della franchigia texana, che monitorasse i suoi sviluppi.
Tornò a giocare per gli Spurs la Summer League del 2007, e questa volta riuscì a strappare un contratto, firmato il 23 agosto.
Mahinmi venne dapprima mandato a giocare per gli Austin Toros, la franchigia della NBA D-League affiliata agli Spurs, in cui mantenne medie di ottimo livello (17,1 punti e 8,2 rimbalzi a partita), conducendo la squadra alle Finali, dove però vennero sconfitti.
Il 30 ottobre 2007, Mahinmi debuttò in NBA con gli Spurs nella partita contro i Portland Trail Blazers, giocando solo 74 secondi. Rimase con la franchigia texana fino al 2010, giocando complessivamente solo 32 partite. Tra il 2008 e il 2009 giocò solo in D-League agli Austin Spurs (alcune anche nel 2007), tanto che nella stagione 2008-2009 non giocò alcuna gara con i San Antonio Spurs.

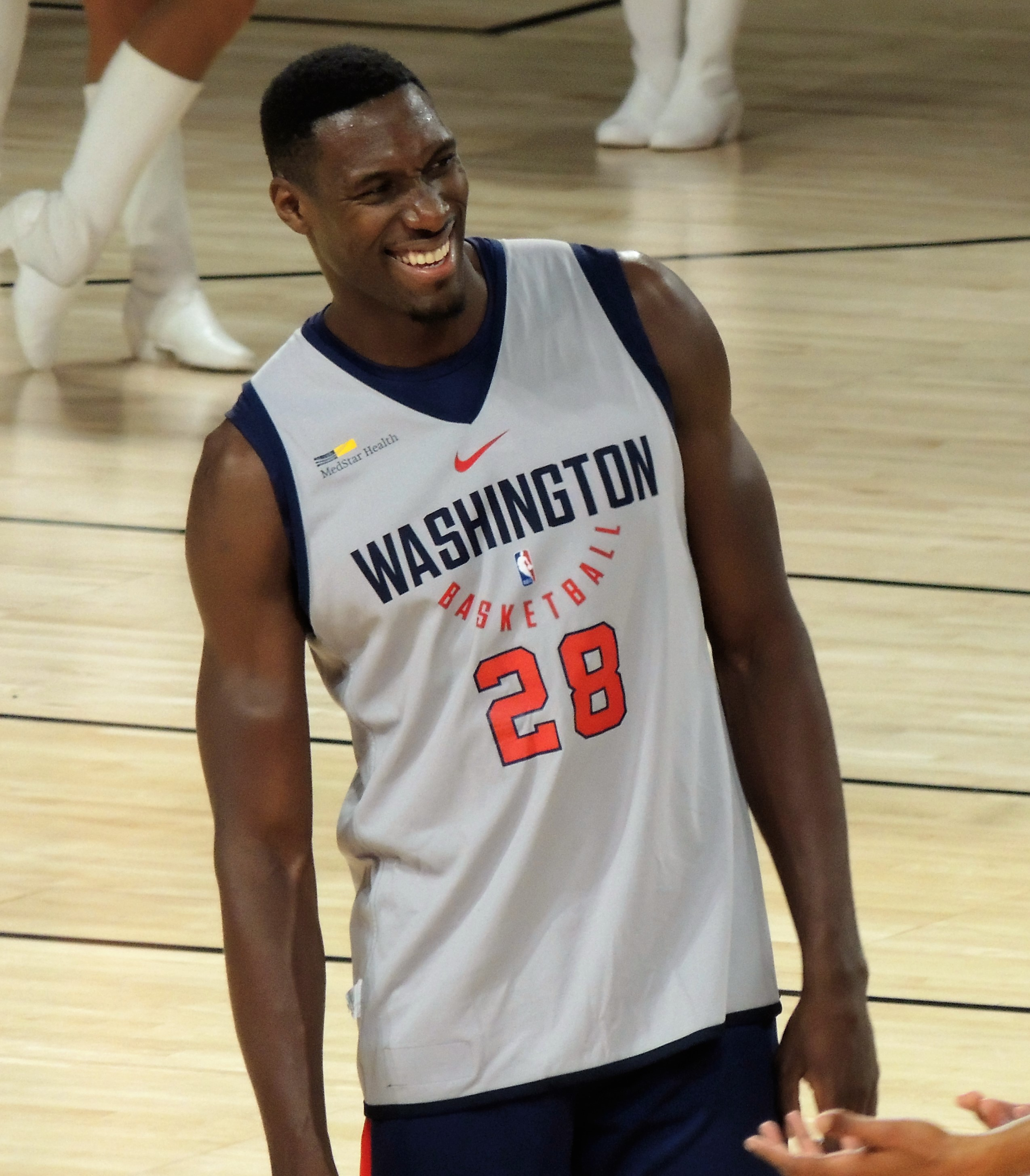
Mahinmi in allenamento con gli Wizards nel 2017

#### Dallas Mavericks (2010-2012)
Mahinmi firmò da free-agent per i Dallas Mavericks (bisognosi di un centro dopo il mancato arrivo di Marcin Gortat) il 13 luglio 2010. Il 7 dicembre 2010, contro i Golden State Warriors, Mahinmi mise a referto la sua prima doppia-doppia della carriera (12 punti e 10 rimbalzi in 21 minuti di gioco). Il 15 gennaio 2011, segna il career high di 17 punti, nella sconfitta contro i Memphis Grizzlies, tirando 6 su 6 dal campo, 5 su 6 ai tiri liberi e catturando 6 rimbalzi. Il 12 giugno 2011, nella Gara-6 delle NBA Finals contro i Miami Heat, con Dallas avanti 3-2 nella serie, Mahinmi prese un importantissimo rimbalzo offensivo a pochi secondi dalla fine del terzo quarto, trasformandolo in due punti, che consentirono ai Mavericks di incrementare il proprio vantaggio. I Dallas Mavericks vinsero poi la partita 105-95 e Mahinmi vinse il suo primo titolo NBA (così come i Mavericks). Durante le Finals Maihnmi mantenne medie di 3 punti e 1,7 rimbalzi a partita.
Migliorò il suo career-high di punti, portandolo a 19, il 30 dicembre 2011 contro i Toronto Raptors, conducendo i Mavericks alla prima vittoria della Stagione NBA 2011-2012. Mahinmi mise a referto 6 su 6 dal campo, 7 su 11 ai tiri liberi e 5 rimbalzi.
Durante il Lockout NBA 2011-2012 si accordò con il STB Le Havre, con clausola di uscita dal contratto in caso di termine del Lockout. Riuscì a giocare solamente 4 partite, con medie di 12,3 punti e 8,8 rimbalzi.
Mahinmi giocò la sua prima partita da titolare contro gli Oklahoma City Thunder il 1º febbraio 2012.

#### Indiana Pacers (2012-2016)
Il 12 luglio 2012 Mahinmi venne ceduto agli Indiana Pacers in cambio di Darren Collison e Dahntay Jones. Il 10 gennaio 2013, partendo dalla panchina, mise a referto 13 punti e 6 rimbalzi in 20 minuti di gioco, aiutando la squadra a sconfiggere i New York Knicks. Dal 2012 al 2015 fu la riserva dell'All-Star e All-Defensive Roy Hibbert, diventando titolare nella stagione 2015-2016 a seguito della cessione dello stesso Hibbert nel luglio 2015 ai Los Angeles Lakers. Il 23 aprile 2016 realizzò, durante una gara di playoffs giocata in casa contro i Toronto Raptors, il suo career-high in assoluto con 22 punti, aggiungendo anche 10 rimbalzi, andando così in doppia-doppia, contribuendo alla vittoria per 100-83 dei Pacers. Tuttavia nella serie prevalsero i Raptors che eliminarono i Pacers per 4-3. La squadra uscì a testa alta dalla serie, e Mahinmi pure in quanto tenne di media 8,1 punti, suo massimo ai playoffs. Alla fine della stagione andò a scadenza non rinnovando con la squadra di Indianapolis (che puntò così sul giovane Myles Turner).

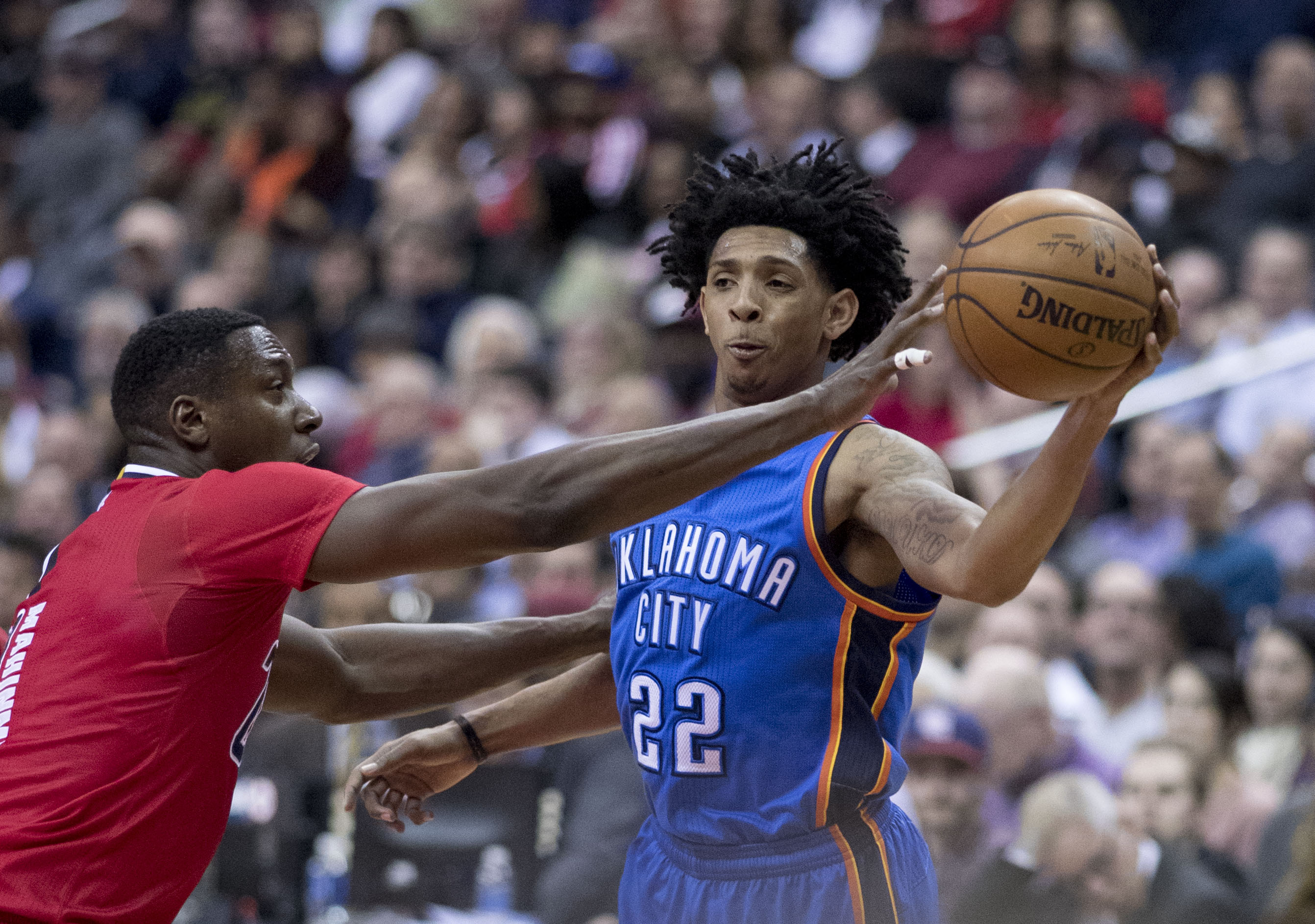
Mahinmi (sinistra) mentre difende su Cameron Payne, all'epoca degli Oklahoma City Thunder.

#### Washington Wizards (2016-2020)
L'8 luglio 2016 firmò un quadriennale da 16 milioni annui (64 totali) con gli Washington Wizards. A Washington giocò per la prima volta nel febbraio 2017 a causa di un infortunio che lo tenne fuori a lungo e fu la riserva di Marcin Gortat.

## Statistiche

### Europa
| Anno    | Squadra         | PG | PI | MPG  | FG%  | FT% | FT%  | RPG | APG | SPG | BPG | PPG  |
| ------- | --------------- | -- | -- | ---- | ---- | --- | ---- | --- | --- | --- | --- | ---- |
| 2003-04 | Le Havre        | 3  | -  | 4,0  | 66,7 | 0,0 | 100  | 1,0 | 0,0 | 0,0 | 0,0 | 1,7  |
| 2004-05 | Le Havre        | 31 | -  | 16,8 | 59,7 | 0,0 | 66,2 | 4   | 0,1 | 0,5 | 0,6 | 6,0  |
| 2005-06 | Le Havre        | 33 | -  | 19,9 | 56,1 | 0,0 | 61,8 | 5,2 | 0,5 | 0,6 | 1,0 | 9,7  |
| 2006-07 | Pau-Lacq-Orthez | 33 | -  | 12,7 | 51,0 | 0,0 | 69,6 | 3,2 | 0,2 | 0,4 | 0,7 | 4,3  |
| 2011-12 | Le Havre        | 4  | -  | 24,3 | 45,9 | 0,0 | 65,2 | 8,8 | 1,0 | 0,8 | 0,3 | 12,3 |

### NBA

#### Regular Season
| Anno       | Squadra           | PG  | PT | MP   | TC%  | 3P%  | TL%  | RP  | AP  | PRP | SP  | PP  |
| ---------- | ----------------- | --- | -- | ---- | ---- | ---- | ---- | --- | --- | --- | --- | --- |
| 2007–2008  | San Antonio Spurs | 6   | 0  | 3,8  | 50,0 | -    | 100  | 0,8 | 0,2 | 0,0 | 0,7 | 3,5 |
| 2009–2010  | San Antonio Spurs | 26  | 0  | 6,3  | 63,6 | -    | 66,0 | 2,0 | 0,1 | 0,1 | 0,3 | 3,9 |
| 2010–2011† | Dallas Mavericks  | 56  | 0  | 8,7  | 56,1 | -    | 76,8 | 2,1 | 0,1 | 0,3 | 0,3 | 3,1 |
| 2011–2012  | Dallas Mavericks  | 61  | 12 | 18,7 | 54,6 | -    | 63,9 | 4,7 | 0,2 | 0,6 | 0,5 | 5,8 |
| 2012–2013  | Indiana Pacers    | 80  | 2  | 16,5 | 45,3 | -    | 60,8 | 3,9 | 0,3 | 0,5 | 0,8 | 5,0 |
| 2013–2014  | Indiana Pacers    | 77  | 1  | 16,2 | 48,1 | -    | 62,1 | 3,3 | 0,3 | 0,5 | 0,9 | 3,5 |
| 2014–2015  | Indiana Pacers    | 61  | 6  | 18,8 | 55,2 | -    | 30,4 | 5,8 | 0,5 | 0,5 | 0,8 | 4,3 |
| 2015–2016  | Indiana Pacers    | 71  | 71 | 25,6 | 58,9 | -    | 58,7 | 7,1 | 1,5 | 0,9 | 1,1 | 9,3 |
| 2016–2017  | Wash. Wizards     | 31  | 0  | 17,9 | 58,6 | -    | 57,3 | 4,8 | 0,6 | 1,1 | 0,8 | 5,6 |
| 2017–2018  | Wash. Wizards     | 77  | 0  | 14,9 | 55,6 | 0,0  | 70,3 | 4,1 | 0,7 | 0,5 | 0,5 | 4,8 |
| 2018–2019  | Wash. Wizards     | 34  | 6  | 14,6 | 45,2 | 18,8 | 68,9 | 3,8 | 0,7 | 0,7 | 0,5 | 4,1 |
| Carriera   | Carriera          | 580 | 98 | 16,5 | 53,7 | 12,5 | 61,2 | 4,3 | 0,5 | 0,6 | 0,7 | 5,0 |

#### Play-off
| Anno     | Squadra           | PG | PT | MP   | TC%  | 3P% | TL%  | RP  | AP  | PRP | SP  | PP  |
| -------- | ----------------- | -- | -- | ---- | ---- | --- | ---- | --- | --- | --- | --- | --- |
| 2010     | San Antonio Spurs | 2  | 0  | 9,5  | 50,0 | -   | 75,0 | 1,0 | 0,0 | 0,0 | 0,5 | 4,5 |
| 2011†    | Dallas Mavericks  | 6  | 0  | 5,5  | 60,0 | -   | 55,6 | 1,0 | 0,0 | 0,2 | 0,0 | 1,8 |
| 2012     | Dallas Mavericks  | 4  | 0  | 17,5 | 64,3 | -   | 84,6 | 4,5 | 0,0 | 0,8 | 0,8 | 7,3 |
| 2013     | Indiana Pacers    | 18 | 0  | 8,3  | 44,8 | -   | 30,0 | 2,3 | 0,1 | 0,0 | 0,7 | 1,6 |
| 2014     | Indiana Pacers    | 19 | 0  | 12,7 | 48,1 | -   | 61,1 | 2,4 | 0,2 | 0,3 | 0,8 | 1,9 |
| 2016     | Indiana Pacers    | 7  | 7  | 24,6 | 50,0 | -   | 60,0 | 5,1 | 1,1 | 0,7 | 0,9 | 8,1 |
| 2017     | Wash. Wizards     | 5  | 0  | 12,6 | 55,6 | -   | 36,4 | 2,2 | 1,2 | 0,2 | 1,2 | 2,8 |
| 2018     | Wash. Wizards     | 6  | 0  | 8,7  | 71,4 | -   | 90,9 | 1,8 | 0,3 | 0,7 | 0,8 | 5,0 |
| Carriera | Carriera          | 67 | 7  | 11,9 | 52,7 | -   | 61,4 | 2,6 | 0,3 | 0,3 | 0,7 | 3,2 |

## Palmarès

### Squadra
- Coppa di Francia: 1

Pau-Orthez: 2007
- Campionato NBA: 1

Dallas Mavericks: 2011

### Individuale
- All-NBDL First Team (2008)